# Между рядами
«В торговых рядах» или «Между рядами» (нем. In den Gängen) — немецкий мелодраматический фильм 2018 года, поставленный режиссёром Томасом Штубером. Фильм участвовал в конкурсе 68-го Берлинского международного кинофестиваля, где 23 февраля 2018 состоялась его мировая премьера.

## Сюжет
После того, как 27-летний Кристиан потерял работу каменщика на строительстве, он устраивается работать на склад в гипермаркете. Оказавшись в новом и неизведанном для себя мире: длинные коридоры, суета на кассах, в лифтах. Бруно с отдела напитков берёт молчаливого молодого человека под свое крыло и опекает его как отец. Вскоре Кристиан становится полноправным членом дружной и весёлой семьи коллектива торгового заведения.

## В ролях
- Франц Роговский – Кристиан
- Петер Курт – Бруно
- Андреас Лойпольд – Руди
- Сандра Хюллер – Марион
- Рамона Кюнце-Либнов – Ирина
- Штефен Шойман – Норберт
- Маттиас Бреннер – Юрген
- Хеннинг Пекер – Вольфганг